# Rosharon
Rosharon – jednostka osadnicza w Stanach Zjednoczonych, w stanie Teksas, w hrabstwie Brazoria.